# Composition (Freundlich)
Pour les articles homonymes, voir Composition.
Composition  est un tableau réalisé par le peintre allemand Otto Freundlich en 1911. Cette huile sur toile est conservée au musée d'Art moderne, à Paris. Elle est considérée rétrospectivement comme l'un des tout premiers tableaux abstraits du monde occidental.

## Historique

### Création
Le peintre allemand Otto Freundlich (1978-1943) a trente ans lorsqu’il s'installe à Paris en 1908, attiré par l’avant-garde artistique, philosophique et politique. Il séjourne au Bateau-Lavoir où il rencontre notamment Pablo Picasso. En mars 1911, il s’installe dans l’atelier du 55, rue des Abbesses. C’est là qu’il réalise Composition, son premier tableau abstrait et l’un des tout premiers de l’histoire de l’abstraction.

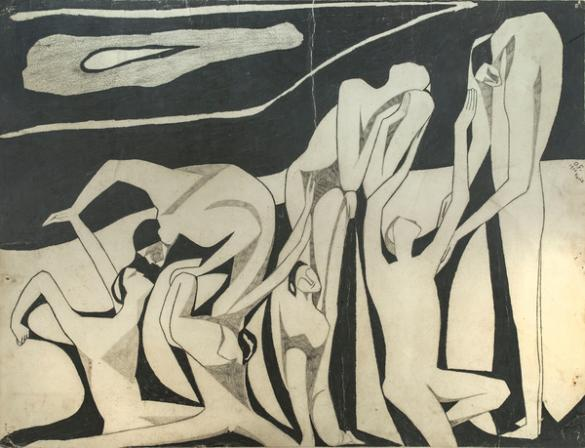
Otto Freundlich, Groupe, 1911

Cette œuvre s’appuie sur un dessin de la même année, Groupe, où sont représentées sept silhouettes longilignes. Trois de ces figures en soutiennent quatre autres pour leur permettre de se relever, dans un geste d’entraide.
Désirant composer ses propres Demoiselles d’Avignon, Freundlich va passer trois années à épurer ses figures pour les fondre dans la masse.

### Postérité
Jalon essentiel de l’histoire de l’art, cette première toile abstraite d’Otto Freundlich est contemporaine des peintures fondatrices de l’abstraction de Kandinsky, Kupka ou Delaunay. Ce tableau témoigne ainsi du passage de l’expressionnisme à la phase première de l’abstraction.
Composition est l’une des rares œuvres des débuts d'Otto Freundlich qui nous soient parvenues. C'est même le seul grand tableau d’avant 1914, une période cruciale de son évolution, les autres ayant disparu au cours de ses nombreux déménagements ou bien détruits par les nazis.
Acquis par le musée d'Art moderne de Paris en 2014, le tableau, qualifié d'« œuvre d’intérêt patrimonial majeur », fait partie des chefs-d’œuvre du musée.

## Description
La toile représente un enchaînement de formes étirées et de courbes, chacune caractérisée par une nuance de vert, d'ocre ou de bleu. On n'y reconnaît aucune figure humaine, bien que l'idée initiale de Freundlich ait été un groupe de corps nus dans différentes poses qui suggèrent des émotions variées. Il n’y a donc pas de personnages à proprement parler dans cette peinture grand format de 2 mètres de côté, mais des silhouettes sous forme de faisceaux oblongs et colorés, comme des corps qui s’étirent ou se penchent.

## Analyse
Les teintes automnales de cette œuvre pionnière de l’abstraction évoquent une nature stylisée et animée de formes dynamiques et enveloppantes s'apparentant aux forces de la nature.
Le tableau se présente ainsi comme un véritable programme esthétique, moral et politique : l'élan d'entraide manifesté par les silhouettes du dessin se diffuse sur toute la surface de la toile, suggérant une nouvelle harmonie entre les êtres humains et le cosmos.

## Exposition
- 2020 : Otto Freundlich (1848-1943), la révélation de l'abstraction, musée de Montmartre[6].